# Marie Lassen
Alexandra Karen Marie Lassen, født Balle (født 14. januar 1864 i Revn, død 21. juni 1921 i Aalborg) var en dansk politiker. Hun var hustru til Vilhelm Lassen og mor til Tyge Lassen.
Hun var datter af gårdejer, senere foreningsvært og rejseinspektør Jens Emanuel Balle (1841-1895) og Hanne Hansen (1839-1922) og blev gift 25. marts 1886 i Aarhus med redaktør Vilhelm Lassen.
Efter ægtefællens død 1908 fortsatte hun hans virksomhed som redaktør og avisudgiver. På Asger Karstensens initiativ stillede hun i 1917 op og blev valgt til Københavns Borgerrepræsentation for Antisocialistisk Borgerliste, som var et fælles initiativ fra Det Konservative Folkeparti og Venstre vendt mod Socialdemokratiet og Det Radikale Venstres fremgang inden for hovedstadens politiske styre. Hun nedlagde allerede i 1919 sit mandat med begrundelsen, at hun nu ønskede at bo fast i Aalborg.
Marie Lassen blev 1918 og 1920 nævnt som mulig minister. Hun stillede 1918 op til Folketinget på Langeland, 1920 i Aalborg uden at blive valgt. I stedet var hun 1920-21 medlem af Landstinget for 6. kreds. Hun havde særligt gennem sit nære venskab med J.C. Christensen en stor indirekte indflydelse på dansk politik, hvor hun især så det som sin opgave at kæmpe for den sønderjyske sag, herunder en grænsedragning syd for Flensborg, hvilket bragte hende i modsætningsforhold til Det Radikale Venstre.
I 1920 modtog hun Fortjenstmedaljen i guld.
Hun er begravet på Almen Kirkegård i Aalborg.